# Eisenstadt
Eisenstadt (phát âm tiếng Đức Áo: [ˈaɪzn̩ʃtat] ⓘ; Tiếng Áo-Bavaria: Eisnstod; tiếng Hungary: Kismarton; tiếng Croatia: Željezni grad hoặc Željezno; tiếng Slovene: Železno) là thủ phủ của bang Burgenland thuộc Áo. Với dân số 15.074 người (tính đến năm 2023), đây là thủ phủ bang nhỏ nhất và là thành phố lớn thứ 38 của Áo. Thành phố nằm dưới chân dãy Núi Leitha.
Từ năm 1648 đến 1921, Kismarton/Eisenstadt là một phần của Đế quốc Habsburg trong Vương quốc Hungary, và là nơi ở của gia tộc quý tộc Hungary Eszterházy. Trong thời gian này, nhà soạn nhạc Joseph Haydn đã sống và làm việc tại Eisenstadt với tư cách là nhạc công cung đình dưới sự bảo trợ của gia tộc Esterházy. Sau khi Burgenland được nhượng lại cho Áo năm 1921, thành phố trở thành thủ phủ bang vào năm 1925. Với vai trò thủ phủ bang Burgenland, Eisenstadt là trung tâm hành chính công và dịch vụ, đồng thời là nơi đặt trụ sở của ba cơ sở giáo dục đại học.

## Địa lý
Eisenstadt nằm trên một vùng đồng bằng dẫn xuống sông Wulka, dưới chân phía nam dãy Núi Leitha, cách biên giới Hungary khoảng 12 kilômét (7 dặm).

### Phân khu hành chính
Eisenstadt được chia thành ba khu phố (Ortsteile):
- Eisenstadt-Stadt (Eisenstadt trung tâm)
- Kleinhöflein im Burgenland (tiếng Hungary: Kishöflány; tiếng Croatia: Mala Holovajna) – thị trấn nằm về phía tây của trung tâm Eisenstadt
- St. Georgen am Leithagebirge (Lajtaszentgyörgy; Svetojurje) – thị trấn nằm về phía đông của trung tâm Eisenstadt

Ngoài ra, Eisenstadt được chia thành năm Katastralgemeinde:
- Eisenstadt-Stadt
- Oberberg hay Oberberg-Eisenstadt (tiếng Hungary: Felsőkismartonhegy; tiếng Croatia: Željezno Brig) – khu vực phía bắc của Eisenstadt bắt đầu từ sau khu Do Thái
- Unterberg hay Unterberg-Eisenstadt (Alsókismartonhegy; Željezno Donji Brig) – khu vực phía nam Eisenstadt bắt đầu từ Kalvarienbergplatz & Ruster Straße và bao gồm cả khu Do Thái
- Kleinhöflein im Burgenland
- St. Georgen am Leithagebirge

Các khu vực phi chính thức khác của thành phố gồm Wiesäcker và Lobäcker, nằm ở phía nam sông Eisbach, một nhánh của sông Wulka. Thành phố được bao quanh bởi huyện (Bezirk) Eisenstadt-Umgebung.
Trước đây, thành phố bao gồm các khu phố (Ortsteile) Eisenstadt-Stadt, Eisenstadt-Oberberg, Eisenstadt-Unterberg và Eisenstadt-Schloßgrund (Kismartonváralja).

### Các đô thị lân cận
- Großhöflein, Müllendorf, Steinbrunn, Neufeld/Leitha và Ebenfurth
- Hornstein
- Wulkaprodersdorf, Trausdorf/Wulka (trên sông Wulka và sông Eisbach)

### Khí hậu
| Dữ liệu khí hậu của Eisenstadt (1981–2010)               | Dữ liệu khí hậu của Eisenstadt (1981–2010) | Dữ liệu khí hậu của Eisenstadt (1981–2010) | Dữ liệu khí hậu của Eisenstadt (1981–2010) | Dữ liệu khí hậu của Eisenstadt (1981–2010) | Dữ liệu khí hậu của Eisenstadt (1981–2010) | Dữ liệu khí hậu của Eisenstadt (1981–2010) | Dữ liệu khí hậu của Eisenstadt (1981–2010) | Dữ liệu khí hậu của Eisenstadt (1981–2010) | Dữ liệu khí hậu của Eisenstadt (1981–2010) | Dữ liệu khí hậu của Eisenstadt (1981–2010) | Dữ liệu khí hậu của Eisenstadt (1981–2010) | Dữ liệu khí hậu của Eisenstadt (1981–2010) | Dữ liệu khí hậu của Eisenstadt (1981–2010) |
| Tháng                                                    | 1                                          | 2                                          | 3                                          | 4                                          | 5                                          | 6                                          | 7                                          | 8                                          | 9                                          | 10                                         | 11                                         | 12                                         | Năm                                        |
| -------------------------------------------------------- | ------------------------------------------ | ------------------------------------------ | ------------------------------------------ | ------------------------------------------ | ------------------------------------------ | ------------------------------------------ | ------------------------------------------ | ------------------------------------------ | ------------------------------------------ | ------------------------------------------ | ------------------------------------------ | ------------------------------------------ | ------------------------------------------ |
| Cao kỉ lục °C (°F)                                       | 20.5 (68.9)                                | 21.1 (70.0)                                | 24.1 (75.4)                                | 27.2 (81.0)                                | 33.2 (91.8)                                | 36.1 (97.0)                                | 38.7 (101.7)                               | 38.4 (101.1)                               | 33.7 (92.7)                                | 28.0 (82.4)                                | 21.9 (71.4)                                | 19.8 (67.6)                                | 38.7 (101.7)                               |
| Trung bình ngày tối đa °C (°F)                           | 3.1 (37.6)                                 | 5.3 (41.5)                                 | 10.4 (50.7)                                | 16.1 (61.0)                                | 21.1 (70.0)                                | 24.0 (75.2)                                | 26.7 (80.1)                                | 26.1 (79.0)                                | 20.9 (69.6)                                | 15.0 (59.0)                                | 8.3 (46.9)                                 | 3.5 (38.3)                                 | 15.0 (59.0)                                |
| Trung bình ngày °C (°F)                                  | −0.1 (31.8)                                | 1.3 (34.3)                                 | 5.5 (41.9)                                 | 10.7 (51.3)                                | 15.7 (60.3)                                | 18.8 (65.8)                                | 21.0 (69.8)                                | 20.2 (68.4)                                | 15.5 (59.9)                                | 10.2 (50.4)                                | 4.9 (40.8)                                 | 0.8 (33.4)                                 | 10.4 (50.7)                                |
| Tối thiểu trung bình ngày °C (°F)                        | −2.8 (27.0)                                | −1.7 (28.9)                                | 1.8 (35.2)                                 | 6.0 (42.8)                                 | 10.5 (50.9)                                | 13.7 (56.7)                                | 15.7 (60.3)                                | 15.5 (59.9)                                | 11.5 (52.7)                                | 6.9 (44.4)                                 | 2.3 (36.1)                                 | −1.6 (29.1)                                | 6.5 (43.7)                                 |
| Thấp kỉ lục °C (°F)                                      | −21.6 (−6.9)                               | −19.8 (−3.6)                               | −19.2 (−2.6)                               | −2.8 (27.0)                                | 1.2 (34.2)                                 | 3.7 (38.7)                                 | 6.9 (44.4)                                 | 6.8 (44.2)                                 | 2.1 (35.8)                                 | −5.9 (21.4)                                | −12.3 (9.9)                                | −17.8 (0.0)                                | −21.6 (−6.9)                               |
| Lượng Giáng thủy trung bình mm (inches)                  | 38 (1.5)                                   | 34 (1.3)                                   | 59 (2.3)                                   | 52 (2.0)                                   | 77 (3.0)                                   | 90 (3.5)                                   | 77 (3.0)                                   | 91 (3.6)                                   | 78 (3.1)                                   | 53 (2.1)                                   | 57 (2.2)                                   | 51 (2.0)                                   | 758 (29.8)                                 |
| Lượng tuyết rơi trung bình cm (inches)                   | 13 (5.1)                                   | 10 (3.9)                                   | 6 (2.4)                                    | 0 (0)                                      | 0 (0)                                      | 0 (0)                                      | 0 (0)                                      | 0 (0)                                      | 0 (0)                                      | 0 (0)                                      | 5 (2.0)                                    | 12 (4.7)                                   | 46 (18)                                    |
| Độ ẩm tương đối trung bình (%) (at 14:00)                | 70.5                                       | 62.6                                       | 56.5                                       | 50.4                                       | 52.9                                       | 53.5                                       | 50.2                                       | 51.4                                       | 56.0                                       | 62.3                                       | 70.6                                       | 74.7                                       | 59.3                                       |
| Số giờ nắng trung bình tháng                             | 73                                         | 107                                        | 145                                        | 204                                        | 246                                        | 245                                        | 272                                        | 254                                        | 188                                        | 139                                        | 72                                         | 53                                         | 1.999                                      |
| Phần trăm nắng có thể                                    | 27.7                                       | 38.3                                       | 41.0                                       | 51.8                                       | 55.2                                       | 54.4                                       | 59.7                                       | 60.1                                       | 51.8                                       | 42.7                                       | 26.6                                       | 21.1                                       | 44.2                                       |
| Nguồn: Central Institute for Meteorology and Geodynamics |                                            |                                            |                                            |                                            |                                            |                                            |                                            |                                            |                                            |                                            |                                            |                                            |                                            |

| Dữ liệu khí hậu của Eisenstadt (1971–2000)               | Dữ liệu khí hậu của Eisenstadt (1971–2000) | Dữ liệu khí hậu của Eisenstadt (1971–2000) | Dữ liệu khí hậu của Eisenstadt (1971–2000) | Dữ liệu khí hậu của Eisenstadt (1971–2000) | Dữ liệu khí hậu của Eisenstadt (1971–2000) | Dữ liệu khí hậu của Eisenstadt (1971–2000) | Dữ liệu khí hậu của Eisenstadt (1971–2000) | Dữ liệu khí hậu của Eisenstadt (1971–2000) | Dữ liệu khí hậu của Eisenstadt (1971–2000) | Dữ liệu khí hậu của Eisenstadt (1971–2000) | Dữ liệu khí hậu của Eisenstadt (1971–2000) | Dữ liệu khí hậu của Eisenstadt (1971–2000) | Dữ liệu khí hậu của Eisenstadt (1971–2000) |
| Tháng                                                    | 1                                          | 2                                          | 3                                          | 4                                          | 5                                          | 6                                          | 7                                          | 8                                          | 9                                          | 10                                         | 11                                         | 12                                         | Năm                                        |
| -------------------------------------------------------- | ------------------------------------------ | ------------------------------------------ | ------------------------------------------ | ------------------------------------------ | ------------------------------------------ | ------------------------------------------ | ------------------------------------------ | ------------------------------------------ | ------------------------------------------ | ------------------------------------------ | ------------------------------------------ | ------------------------------------------ | ------------------------------------------ |
| Cao kỉ lục °C (°F)                                       | 18.8 (65.8)                                | 19.7 (67.5)                                | 27.4 (81.3)                                | 27.2 (81.0)                                | 30.8 (87.4)                                | 36.1 (97.0)                                | 36.4 (97.5)                                | 37.0 (98.6)                                | 33.7 (92.7)                                | 26.4 (79.5)                                | 21.9 (71.4)                                | 19.8 (67.6)                                | 37.0 (98.6)                                |
| Trung bình ngày tối đa °C (°F)                           | 2.8 (37.0)                                 | 5.3 (41.5)                                 | 10.4 (50.7)                                | 15.3 (59.5)                                | 20.6 (69.1)                                | 23.4 (74.1)                                | 25.9 (78.6)                                | 25.7 (78.3)                                | 20.9 (69.6)                                | 14.8 (58.6)                                | 7.7 (45.9)                                 | 4.0 (39.2)                                 | 14.7 (58.5)                                |
| Trung bình ngày °C (°F)                                  | −0.4 (31.3)                                | 1.3 (34.3)                                 | 5.5 (41.9)                                 | 9.9 (49.8)                                 | 15.1 (59.2)                                | 18.1 (64.6)                                | 20.2 (68.4)                                | 19.8 (67.6)                                | 15.3 (59.5)                                | 9.8 (49.6)                                 | 4.3 (39.7)                                 | 1.1 (34.0)                                 | 10.0 (50.0)                                |
| Tối thiểu trung bình ngày °C (°F)                        | −2.9 (26.8)                                | −1.6 (29.1)                                | 1.9 (35.4)                                 | 5.5 (41.9)                                 | 10.1 (50.2)                                | 13.2 (55.8)                                | 15.2 (59.4)                                | 15.1 (59.2)                                | 11.4 (52.5)                                | 6.5 (43.7)                                 | 1.7 (35.1)                                 | −1.2 (29.8)                                | 6.2 (43.2)                                 |
| Thấp kỉ lục °C (°F)                                      | −21.6 (−6.9)                               | −19.8 (−3.6)                               | −19.2 (−2.6)                               | −4.0 (24.8)                                | −1.6 (29.1)                                | 3.7 (38.7)                                 | 6.2 (43.2)                                 | 3.8 (38.8)                                 | 2.1 (35.8)                                 | −5.3 (22.5)                                | −12.3 (9.9)                                | −17.8 (0.0)                                | −21.6 (−6.9)                               |
| Lượng Giáng thủy trung bình mm (inches)                  | 33.7 (1.33)                                | 29.7 (1.17)                                | 45.1 (1.78)                                | 51.9 (2.04)                                | 62.6 (2.46)                                | 71.2 (2.80)                                | 66.7 (2.63)                                | 59.8 (2.35)                                | 58.8 (2.31)                                | 43.7 (1.72)                                | 53.6 (2.11)                                | 41.2 (1.62)                                | 618.0 (24.33)                              |
| Lượng tuyết rơi trung bình cm (inches)                   | 12.0 (4.7)                                 | 8.8 (3.5)                                  | 6.4 (2.5)                                  | 0.8 (0.3)                                  | 0.0 (0.0)                                  | 0.0 (0.0)                                  | 0.0 (0.0)                                  | 0.0 (0.0)                                  | 0.0 (0.0)                                  | 0.0 (0.0)                                  | 5.0 (2.0)                                  | 14.1 (5.6)                                 | 47.1 (18.5)                                |
| Số ngày giáng thủy trung bình (≥ 1.0 mm)                 | 6.1                                        | 5.9                                        | 8.1                                        | 7.7                                        | 8.5                                        | 9.3                                        | 8.5                                        | 8.2                                        | 7.0                                        | 5.9                                        | 7.8                                        | 6.9                                        | 89.9                                       |
| Độ ẩm tương đối trung bình (%) (at 14:00)                | 72.8                                       | 65.1                                       | 57.0                                       | 51.7                                       | 52.8                                       | 53.4                                       | 50.7                                       | 51.1                                       | 56.2                                       | 61.8                                       | 71.2                                       | 74.5                                       | 59.9                                       |
| Số giờ nắng trung bình tháng                             | 68.9                                       | 105.8                                      | 136.1                                      | 188.0                                      | 237.1                                      | 232.5                                      | 252.3                                      | 244.0                                      | 176.2                                      | 136.3                                      | 70.4                                       | 50.1                                       | 1.897,7                                    |
| Phần trăm nắng có thể                                    | 26.2                                       | 37.9                                       | 38.6                                       | 47.7                                       | 53.5                                       | 52.1                                       | 55.8                                       | 57.8                                       | 48.4                                       | 41.8                                       | 25.9                                       | 20.3                                       | 42.2                                       |
| Nguồn: Central Institute for Meteorology and Geodynamics |                                            |                                            |                                            |                                            |                                            |                                            |                                            |                                            |                                            |                                            |                                            |                                            |                                            |

## Tên gọi và từ nguyên

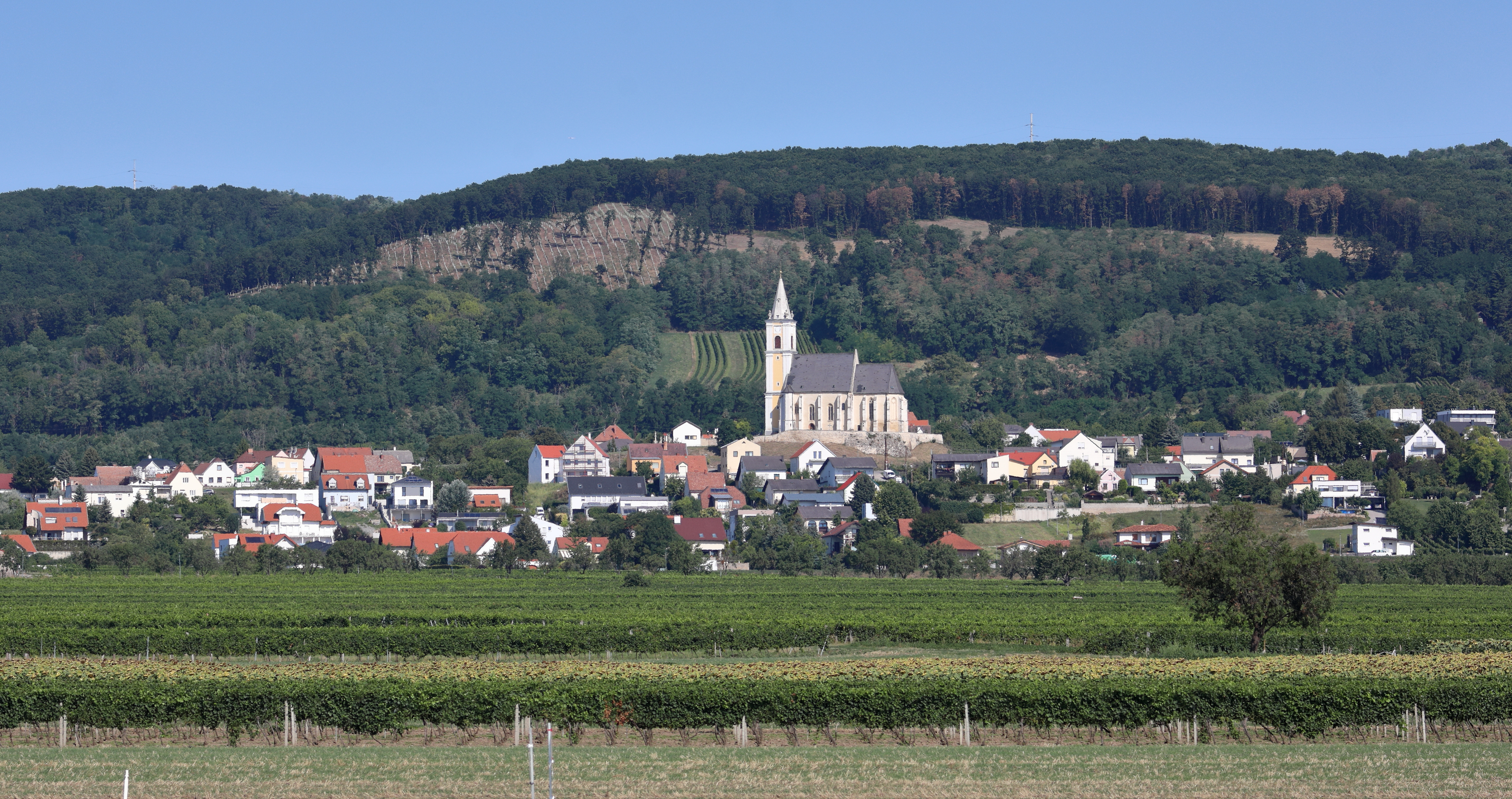
Kleinhöflein im Burgenland dưới chân dãy Leitha Mountains

Tên của thành phố có nghĩa là "Thành phố Sắt" và lần đầu tiên được ghi nhận vào năm 1118 dưới dạng Castrum ferrum, liên quan đến lịch sử khai thác và buôn bán sắt trong khu vực. Lần đề cập bằng văn bản đầu tiên về thị trấn là từ năm 1264 với tên gọi "minor Mortin", trùng khớp với tên tiếng Hungary là Kismarton, gợi nhớ đến Martin thành Tours, vị thánh bảo hộ của nhà thờ chính.

## Lịch sử
Những phát hiện khảo cổ chứng minh rằng khu vực Eisenstadt đã có người định cư từ thời kỳ Hallstatt. Sau đó, người Celt và người La Mã cũng sinh sống tại đây. Trong thời kỳ Đại Di cư, khu vực này lần lượt có sự hiện diện của nhiều bộ tộc German và Hung Nô. Khoảng năm 800, dưới triều đại Charlemagne, những người Bavaria bắt đầu đến định cư. Đến thế kỷ 11, lãnh thổ này trở thành một phần của Vương quốc Hungary.
Pháo đài được xây dựng trên công trình đất ban đầu đã bị quân của Hầu tước Leopold III xứ Áo phá hủy. Năm 1241, nó tiếp tục bị quân Mông Cổ tàn phá. Đến năm 1373, thị trấn thuộc quyền sở hữu của gia tộc Kanizsai, họ đã xây dựng lại tường thành và dựng một pháo đài tại vị trí của lâu đài ngày nay trong giai đoạn 1388–1392. Năm 1388, Hoàng đế Sigismund đã ban cho Eisenstadt quyền tổ chức chợ.
Từ năm 1440, Đại công tước Albert VI của Áo giữ thị trấn này làm tài sản thế chấp cho một khoản vay. Đến năm 1451, Matthias Corvinus nhượng lại cho Frederick III, Hoàng đế La Mã Thần thánh để đổi lấy Vương miện Thánh Hungary. Năm 1482, Matthias Corvinus tái chiếm bằng vũ lực, nhưng đến năm 1490 Maximilian I lại chiếm giữ. Thị trấn nằm dưới quyền Nhà Habsburg cho đến năm 1622; tuy nhiên, Đế quốc Ottoman đã chiếm Kismarton trong các cuộc tiến công Vienna năm 1529 và 1532 (xem Chiến tranh Ottoman tại châu Âu). Năm 1589, nơi này bị hỏa hoạn phá hủy.
Năm 1648, Eisenstadt trở thành lãnh địa của gia tộc Esterházy. Các thân vương Hungary này đã thay đổi diện mạo thành phố với nhiều công trình kiến thiết, đặc biệt là lâu đài Schloss Esterházy. Trong giai đoạn này, thành phố từng bị quân của Imre Thököly chiếm giữ (1683) và chứng kiến cuộc thất bại của quân nổi dậy Kuruc do Sándor Károlyi chỉ huy trước quân Habsburg (1704). Một trận hỏa hoạn khác lại xảy ra vào năm 1776.
Việc bổ nhiệm Joseph Haydn làm Hofkapellmeister (nhạc trưởng cung đình, sáng tác và biểu diễn) của thân vương đã mở ra giai đoạn nghệ thuật rực rỡ trong lịch sử thành phố. Năm 1809, Eisenstadt bị quân Pháp chiếm đóng trong Chiến tranh Napoléon; năm 1897, nó được kết nối với mạng lưới đường sắt.
Cho đến cuối Thế chiến I, Eisenstadt là thủ phủ quận Kismarton thuộc hạt Sopron của Vương quốc Hungary. Không có trưng cầu dân ý, thành phố cùng toàn bộ vùng Burgenland của Hungary (ngoại trừ Sopron và 11 ngôi làng có tổ chức bỏ phiếu) đã bị sáp nhập vào Áo theo các Hiệp ước Saint-Germain và Hiệp ước Trianon (1921). Từ ngày 30 tháng 4 năm 1925, Eisenstadt chính thức trở thành thủ phủ bang Burgenland. Trong Thế chiến II, thành phố bị đánh bom nặng nề. Ngày 2 tháng 4 năm 1945, Eisenstadt bị Hồng quân Liên Xô thuộc Phương diện quân Ukraina 3 chiếm trong Chiến dịch Vienna và bị chiếm đóng cho đến năm 1955. Năm 1960, nơi đây trở thành tòa giám mục của Giáo phận Công giáo La Mã Eisenstadt.

## Chính trị
Đương kim Thị trưởng Eisenstadt là Thomas Steiner thuộc ÖVP.
Hội đồng thành phố gồm (tính đến  năm 2022):
- Đảng Nhân dân Áo (ÖVP): 17 ghế
- Đảng Dân chủ Xã hội Áo (SPÖ): 8 ghế
- Đảng Xanh Áo (Grüne): 3 ghế
- Đảng Tự do Áo (FPÖ): 1 ghế

Ngân sách hằng năm của thành phố Eisenstadt năm 2021 đạt €42.256.600, với chi tiêu €42.255.800.

## Các công trình tiêu biểu

### Công trình thế tục
- Schloss Esterházy
  - Schlosspark
  - Orangerie
  - Leopoldinentempel

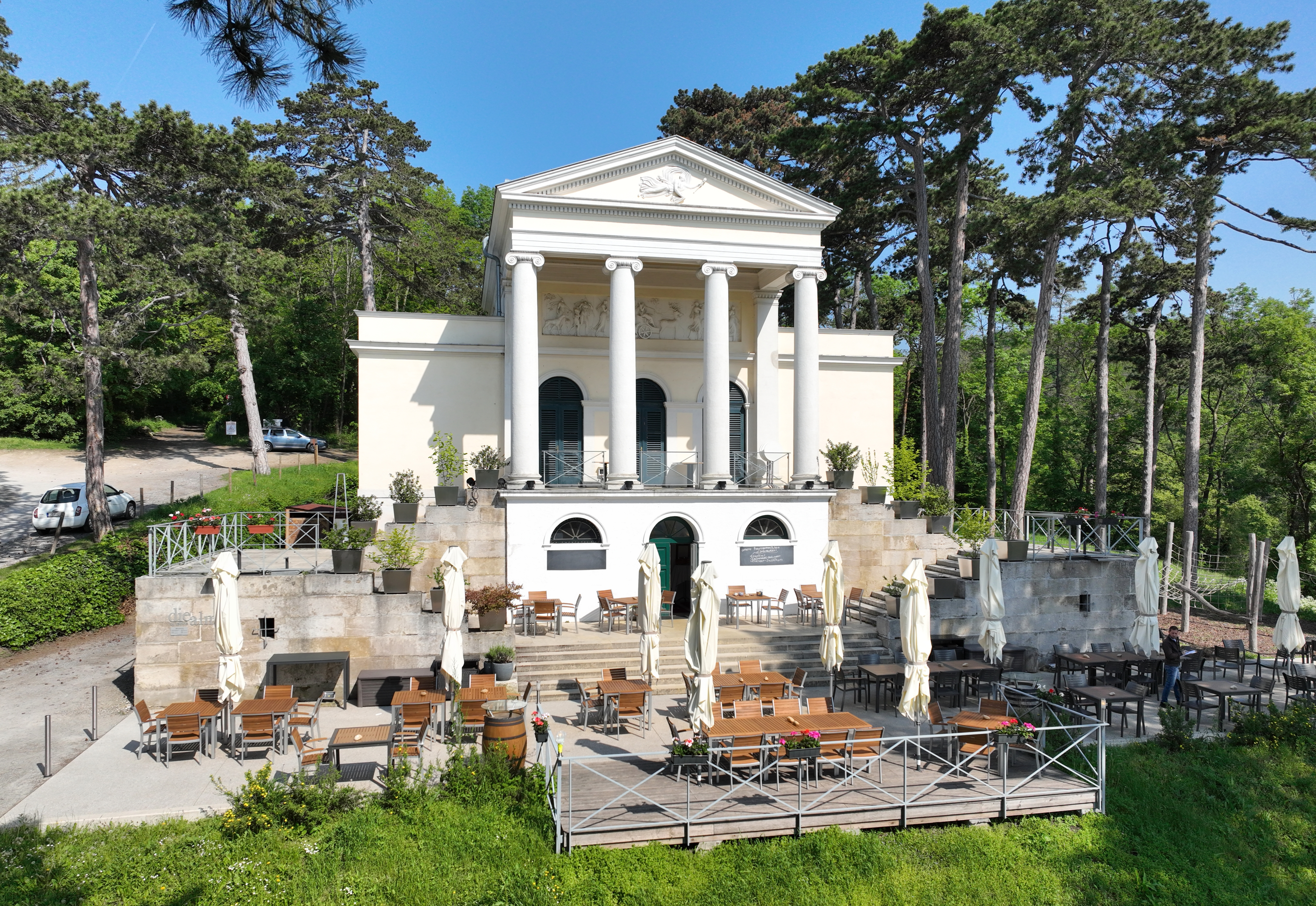
Gloriette

- Gloriette, từng là nhà săn bắn của Esterházy
- Tòa thị chính
- Công sự nhà thờ chính tòa và Tháp thuốc súng
- Martinkaserne, doanh trại quân sự thế kỷ 19

### Công trình tôn giáo và khu phố

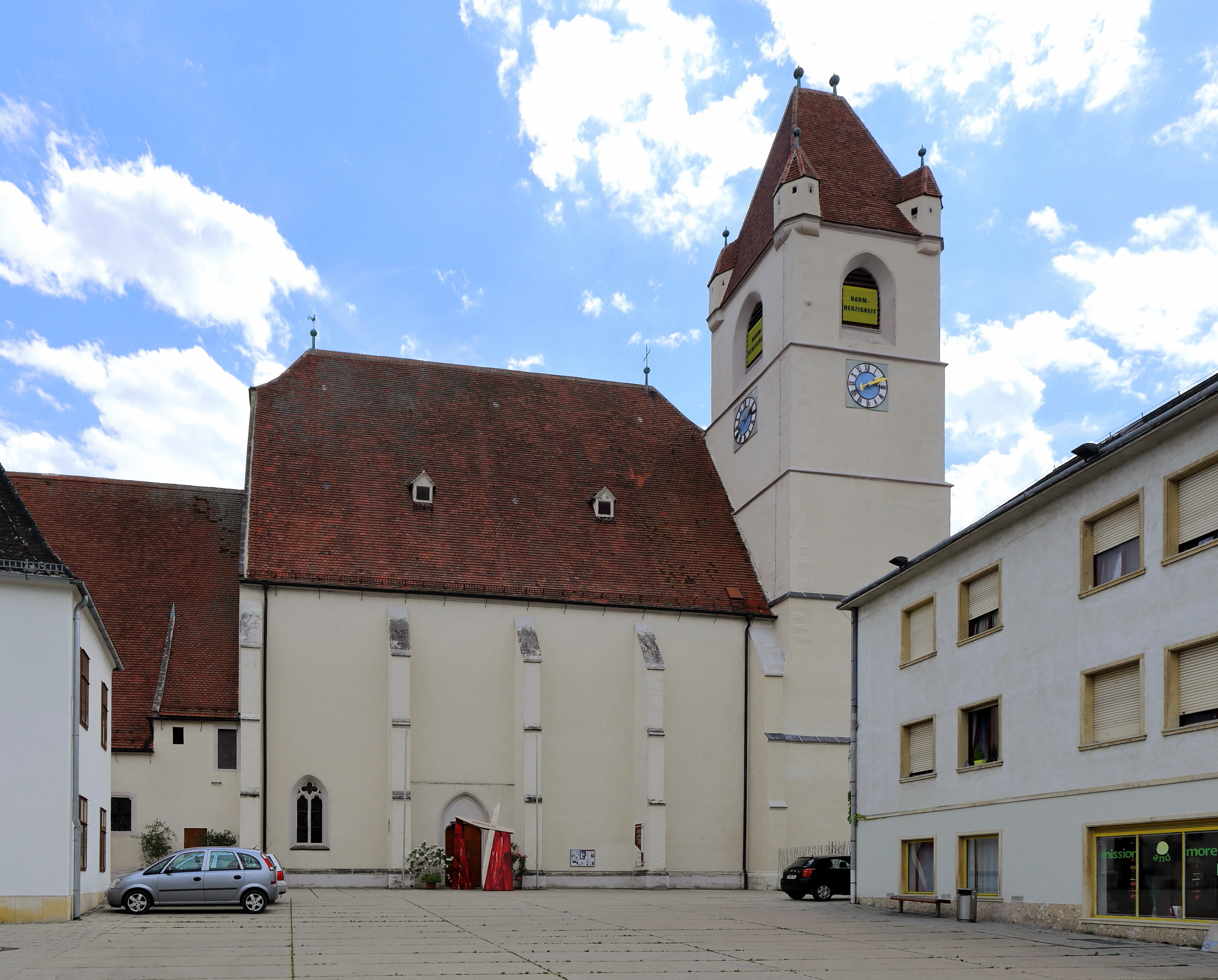
Nhà thờ chính tòa Eisenstadt

- Bergkirche, nơi đặt mộ Joseph Haydn
- Nhà thờ chính tòa Eisenstadt, nhà thờ phong cách Gothic muộn, dâng kính Thánh Martin
- Nhà thờ Phanxicô, nhà thờ Baroque, có hầm mộ của gia tộc Esterházy
- Bệnh viện Barmherzige Brüder và Barmherzigenkirche Hl. Antonius von Padua, bệnh viện và nhà thờ Baroque, dâng kính Antôn Padova
- Khu Do Thái (1732–1938, tái lập từ 1945)[10]
  - Giáo đường Do Thái tư nhân trong Bảo tàng Do Thái Áo

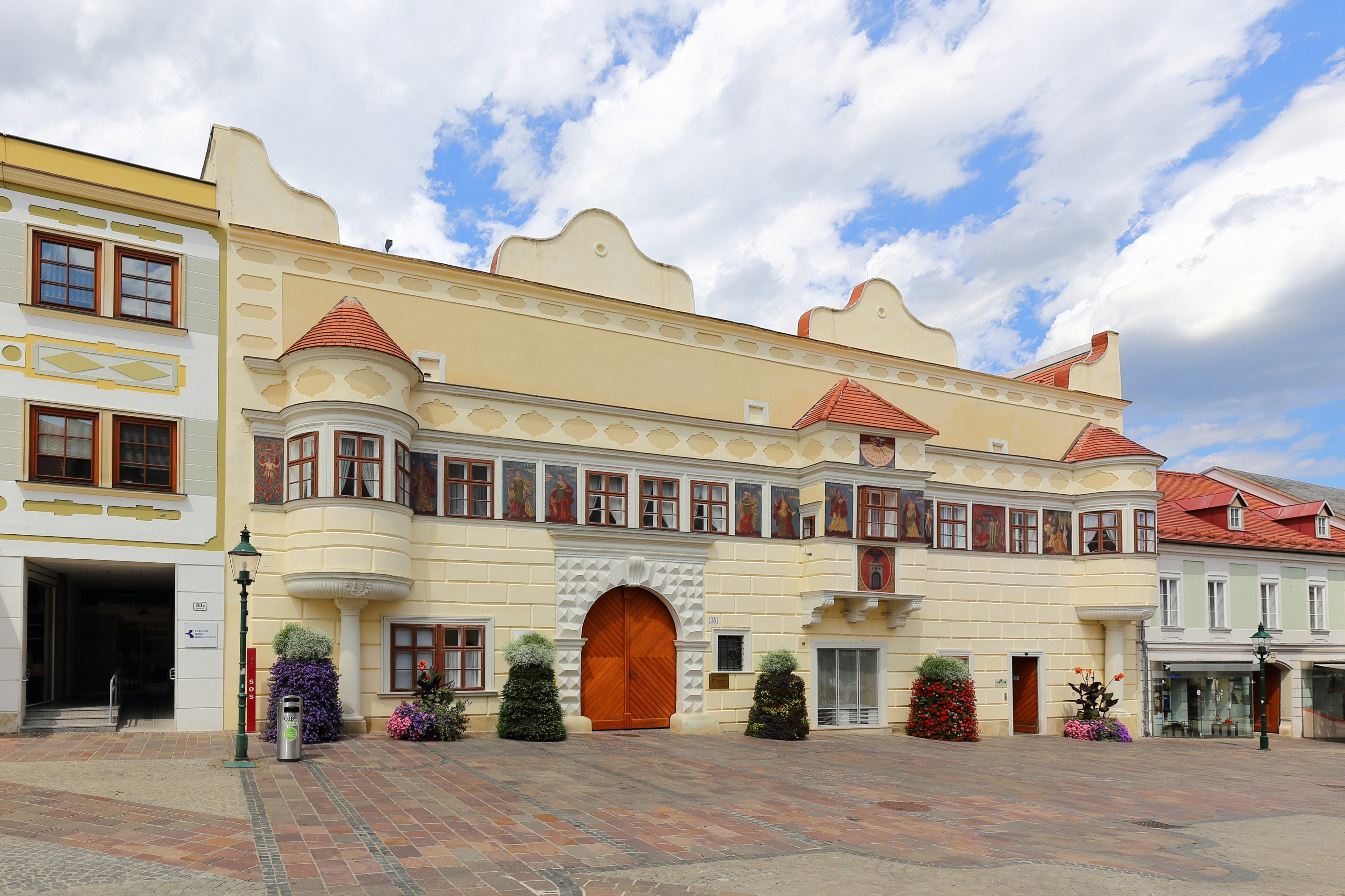
Tòa thị chính

  - Nghĩa trang Do Thái cũ và mới

### Bảo tàng
- Haydnmuseum, bảo tàng tưởng niệm Joseph Haydn, người từng sống tại đây (1766–1778)
- Landesmuseum, bảo tàng vùng
- Bảo tàng Do Thái Áo
- Diözesanmuseum, bảo tàng của giáo phận Công giáo Eisenstadt
- Feuerwehrmuseum, bảo tàng lính cứu hỏa

## Giáo dục
Eisenstadt là nơi đặt trường đại học khoa học ứng dụng FH Burgenland, trường cao đẳng sư phạm PH Burgenland, và nhạc viện Joseph-Haydn-Privathochschule Burgenland.

## Giao thông
Đường sắt Pannonia có một nhà ga tại thành phố.

## Văn hóa
Eisenstadt từng tổ chức lễ hội Joseph Haydn, Haydn Festspiele, lễ hội rượu nho Fest der 1000 Weine, và một giải đấu thuộc World Athletics Continental Tour, Austrian Open.

## Thành phố kết nghĩa
Eisenstadt là thành phố kết nghĩa với: 
- Bad Kissingen, Bavaria, Đức, (1978)
- Colmar, Haut-Rhin, Grand Est, Pháp, (1983)
- Sanuki, Nhật Bản, (1993)
- Sopron, Hungary, (2002)

## Nhân vật nổi bật

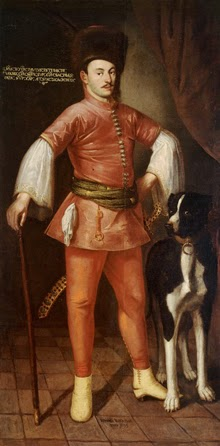
Paul I, 1655

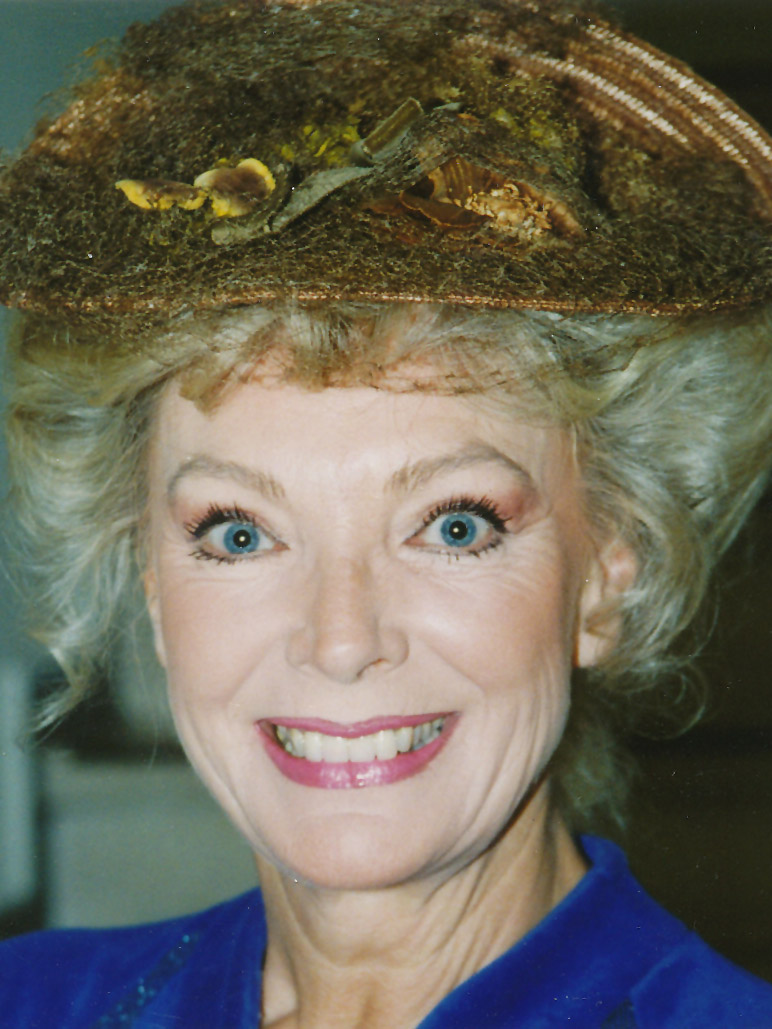
Maria Perschy, 2010

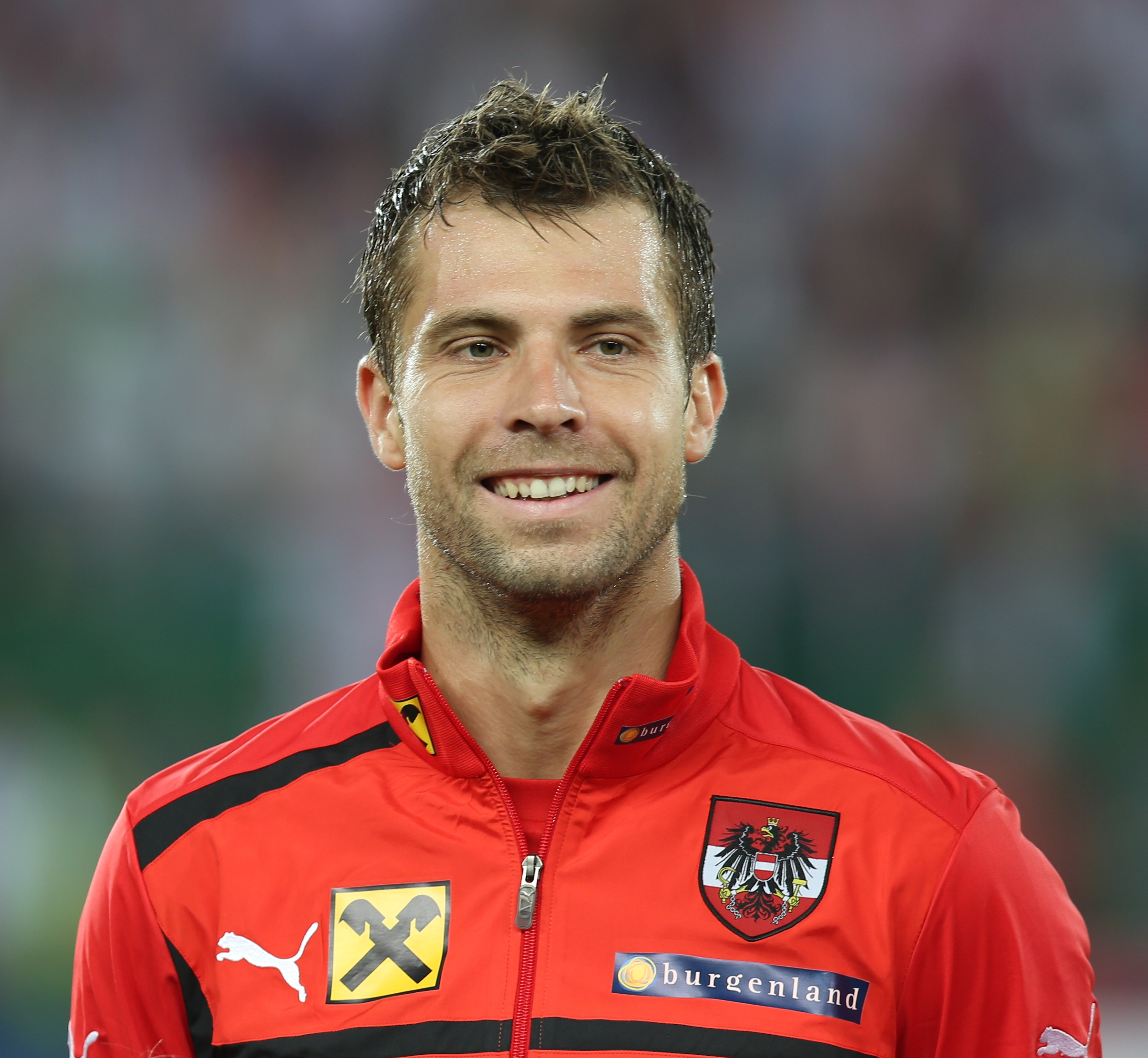
Andreas Ivanschitz, 2012

### Người bản địa
- Paul I, Prince Esterházy (1635–1713), vị Hoàng thân Esterházy đầu tiên của Galántha từ năm 1687 đến 1713,[15]
- Paul II Anton, Prince Esterházy, (1711–1762), một hoàng thân Hungary, binh sĩ và người bảo trợ âm nhạc
- Isaiah Berlin (1719 hoặc 1725 – 1799), một Talmud gia và giáo sĩ Do Thái gốc Đức.[16]
- Joseph Franz Weigl (1740–1820), nghệ sĩ cello, cha của Joseph Weigl
- Joseph Weigl (1766–1846), nhà soạn nhạc và nhạc trưởng
- Friedrich Bridgetower (1782–1813), nhà soạn nhạc, nghệ sĩ cello, em trai của George Bridgetower
- Ferdinand von Rosenzweig (1812–1892), một sĩ quan quân đội và kiến trúc sư Áo, từng làm việc tại Mexico.
- Josef Hyrtl (1810–1894), nhà giải phẫu học.[17]
- Ferenc Markó (1832–1874), họa sĩ phong cảnh người Hungary
- Moritz Benedikt (1835–1920), nhà thần kinh học
- Sándor Wolf (1871–1946), thương nhân rượu vang và nhà sưu tập cổ vật
- Ferenc Farkas de Kisbarnak (1892–1980), Thủ lĩnh Hướng đạo sinh Hungary
- Gyula Farkas (1894–1958), nhà sử học văn học và ngôn ngữ học Hung–Phần
- Stefan Billes, (DE Wiki) (1909, Kleinhöflein – 2002) chính trị gia (SPÖ).
- Josef Kirchknopf, (DE Wiki) (sinh 1930, Kleinhöflein), chính trị gia (ÖVP)
- Martin Vukovich (sinh 1944), nhà ngoại giao
- Maria Perschy (1938–2004), nữ diễn viên điện ảnh và truyền hình
- Rudolf Simek (sinh 1954), nhà ngôn ngữ học và nghiên cứu tôn giáo người Áo
- Andrea Fraunschiel (1955–2019), chính trị gia (ÖVP), từng là thị trưởng địa phương
- Johann Luif (sinh 1959, Kleinhöflein), chính trị gia và sĩ quan quân đội Áo

#### Thể thao
- Johann Dihanich (sinh 1958), cầu thủ bóng đá, thi đấu hơn 330 trận và 10 trận cho Đội tuyển bóng đá quốc gia Áo
- Thomas Mandl (sinh 1979), cầu thủ bóng đá, thi đấu hơn 250 trận và 13 trận cho Đội tuyển bóng đá quốc gia Áo
- Michael Mörz (sinh 1980), cầu thủ bóng đá, thi đấu hơn 322 trận và 12 trận cho Đội tuyển bóng đá quốc gia Áo
- Andreas Ivanschitz (sinh 1983), cầu thủ bóng đá, thi đấu hơn 420 trận và 69 trận cho Đội tuyển bóng đá quốc gia Áo
- Philipp Hosiner (sinh 1989), cầu thủ bóng đá Áo, đã chơi hơn 280 trận và 5 trận cho Đội tuyển bóng đá quốc gia Áo
- Marko Daňo (sinh 1994), cầu thủ khúc côn cầu trên băng Slovakia, giành huy chương đồng tại Khúc côn cầu trên băng tại Thế vận hội Mùa đông 2022

### Cư dân khác

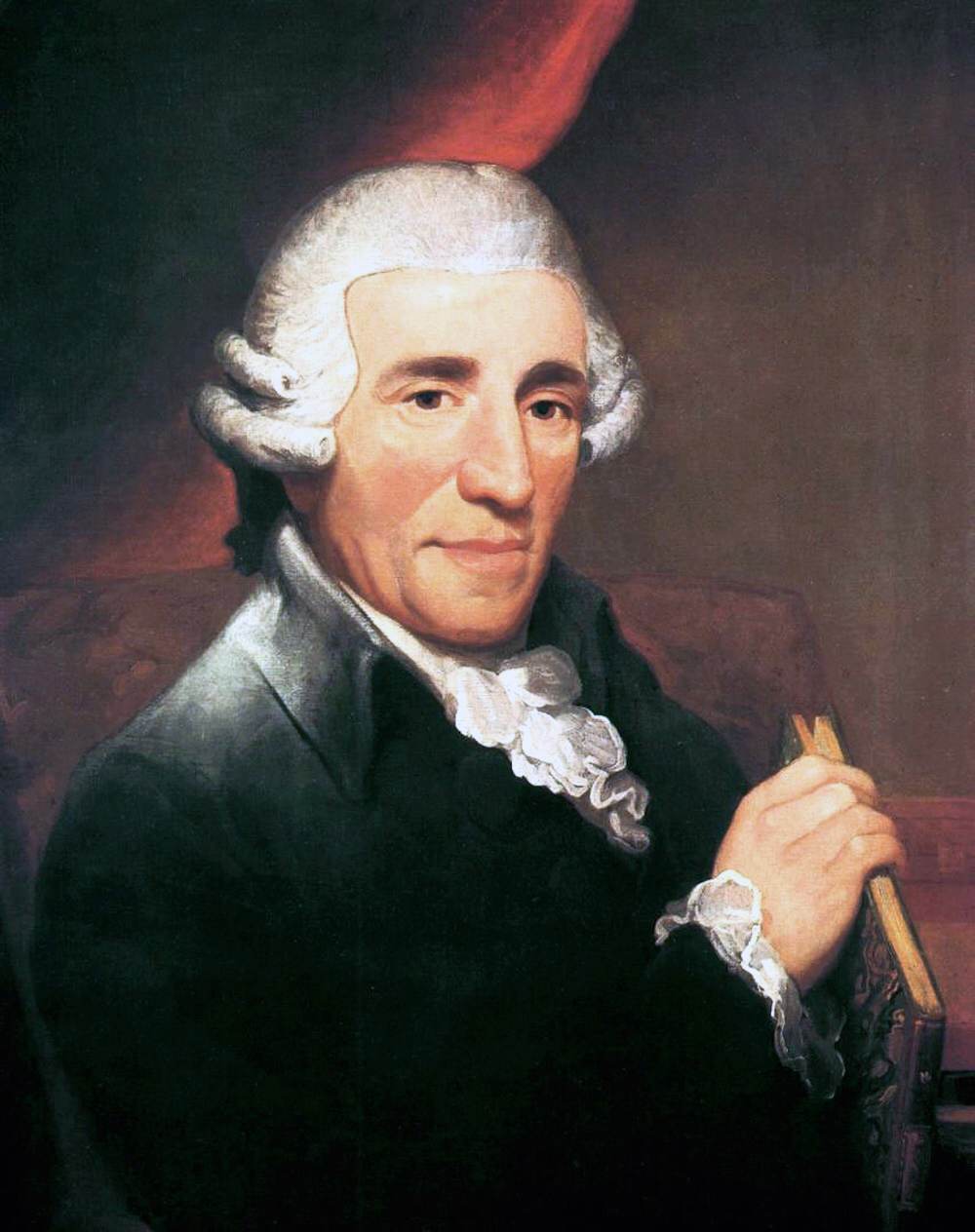
Joseph Haydn, 1791

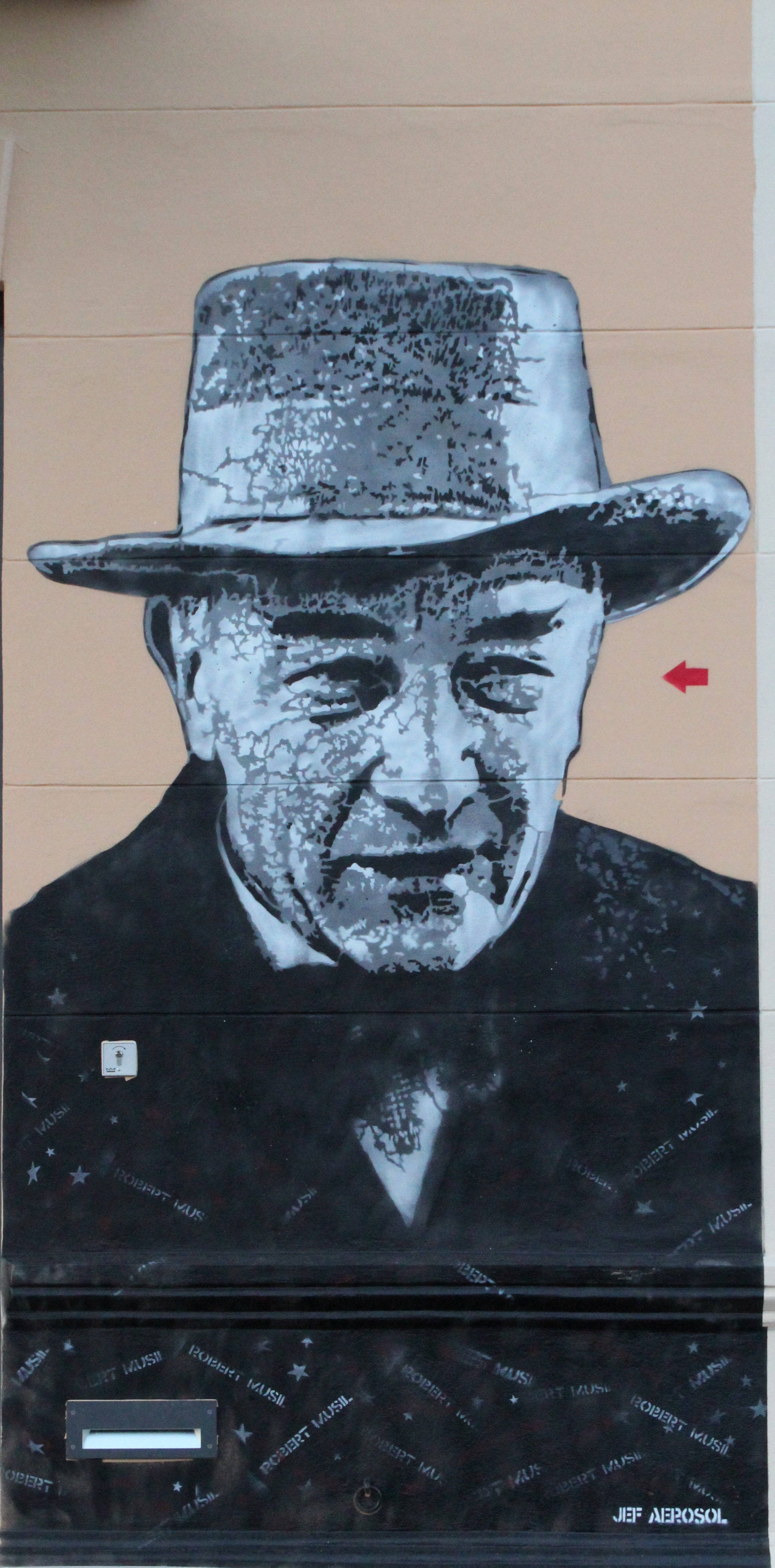
chân dung Robert Musil tại Musil-Haus, Klagenfurt

- Mordecai Mokiach (khoảng 1650–1724), một tiên tri Do Thái Sabbatean và ứng viên Đấng cứu thế
- Samson Wertheimer (1658–1724), giáo sĩ trưởng của Hungary và Moravia, cũng là giáo sĩ của Eisenstadt
- Meir Eisenstadt (1670–1744), giáo sĩ của Siebengemeinden, qua đời tại đây
- Joseph Haydn (1732–1809), nhạc sĩ, sinh tại Rohrau.[18]
- Ignaz Pleyel (1757–1831), nhà soạn nhạc, từ năm 1772 trở thành học trò của Joseph Haydn tại Eisenstadt.[19]
- Akiva Eiger (1761–1837), giáo sĩ Do Thái và người bảo vệ Do Thái giáo Chính thống.[20]
- Adam Liszt (1776–1827), nhạc sĩ, cha của Franz Liszt, chơi cello dưới sự chỉ huy của Joseph Haydn.
- Johann Nepomuk Hummel (1778–1837), nhà soạn nhạc và nghệ sĩ piano người Áo.
- Leopold Löw (1811–1875), sinh tại Černá Hora, Moravia, từng học tại yeshiva Eisenstadt
- Samuel Löw Brill (1814–1897), giáo sĩ và học giả Talmud; sinh tại Budapest; theo học yeshiva
- Isaac Hirsch Weiss (1815–1905), Talmud gia; sinh tại Velké Meziříčí, Moravia; từng học tại yeshiva
- Azriel Hildesheimer (1820–1899), giáo sĩ Do Thái người Đức, sáng lập Torah im Derech Eretz; từ 1851 là Rabbi của Eisenstadt
- Markus Horovitz (1844–1915), giáo sĩ và nhà sử học người Đức; từng học tại yeshiva
- Aaron Wise (1844–1896), giáo sĩ, sinh tại Eger, Hungary, từng học tại yeshiva; cha của Stephen Samuel Wise
- Emanuel Schreiber (1852–1932), giáo sĩ người Mỹ, sinh tại Lipník nad Bečvou, Moravia; theo học yeshiva
- Robert Musil (1880–1942), nhà văn triết học người Áo.
- Fritz Spiegl (1926–2003), nhạc sĩ, nhà báo, phát thanh viên và nhà hài hước, từng học tại Gymnasium ở Eisenstadt
- Paul Iby (sinh 1935), giám mục cải cách của Giáo phận Công giáo Roma Eisenstadt

### Họ Eisenstadt
Eisenstadt (cũng Ajzenstat, Eisenstaedter, Asch, v.v.), một họ Do Thái, có nguồn gốc từ thành phố này. Một số người mang họ này hoặc biến thể của nó bao gồm:
- Alfred Eisenstaedt (1898–1995), nhiếp ảnh gia và nhà báo ảnh người Mỹ
- Meir Eisenstadt (khoảng 1670 tại Poznań – 1744 tại Eisenstadt), tác giả văn học rabbinic
- Shmuel Eisenstadt (1923–2010), nhà xã hội học Israel
- Stuart E. Eizenstat (sinh 1943), nhà ngoại giao và luật sư người Mỹ
- Moses Asch (1905–1986), kỹ sư thu âm và giám đốc hãng đĩa người Mỹ